# 安蒂·蒂尔韦宁
安蒂·蒂尔韦宁（芬蘭語：Antti Tyrväinen，1933年11月5日—2013年10月13日），芬兰男子冬季两项运动员。他曾代表芬兰参加1960年和1964年冬季奥林匹克运动会冬季两项比赛，获得一枚银牌。